# Sentieri
Sentieri è stata una soap opera statunitense, incominciata negli anni trenta alla radio e nei primi anni cinquanta alla televisione. Il titolo nell'edizione originale era The Guiding Light dal 1937 al 1975, e poi soltanto Guiding Light dal 1975 al 2009, anno della cancellazione. Il titolo dell'edizione in lingua italiana derivava dalla prima sigla italiana della soap opera che era, per l'appunto, la canzone Sentieri interpretata da Tony De Rosas.
La sua storia tratta dell'intrecciarsi delle vicende di varie famiglie, tra cui i Bauer, i Norris, i Thorpe, gli Spaulding, i Marler, i Reardon, i Chamberlain, i Lewis, i Cooper ed i Santos, con i loro drammi esistenziali e sentimentali, le loro complesse dinamiche sociali e i loro eterni conflitti.

## Produzione
La soap era originariamente prodotta dalla NBC e dalla Procter and Gamble Productions, azienda produttrice tra l'altro di saponi, fatto da cui è derivata l'espressione soap opera con cui vengono definite Sentieri e le altre produzioni dello stesso genere.
La sua creatrice Irna Phillips si è ispirata a fatti realmente accaduti (il dramma dell'aborto che visse personalmente da ragazza) e a personaggi realmente esistiti (un predicatore radiofonico americano di nome Preston Bradley che riuscì a scuoterla e a infonderle la forza di ricominciare). Il predicatore ispirò la creazione del primo protagonista della serie, ovvero il Reverendo John Ruthledge, il quale, attraverso i suoi sermoni (poi raccolti in un libro che è diventato un best seller), promuove e cerca di instillare dei suoi parrocchiani la speranza e la fede, la solidarietà tra uomini di nazionalità diverse, la fratellanza e il rifiuto della guerra in ogni sua forma.
Nel 1946, la serie fu cancellata dalla radio NBC e acquistata dalla radio CBS. Fu infine promossa alla televisione nel 1952.
Il 1º aprile 2009 la CBS ha annunciato la chiusura della lunghissima saga e venerdì 18 settembre 2009 è stata trasmessa l'ultima puntata dopo settantadue anni di programmazione ininterrotta, che la rendono la soap opera più longeva di sempre. Il suo posto nel palinsesto televisivo è stato ceduto ad una nuova edizione del quiz Let's Make a Deal.
Dopo la cancellazione televisiva, la storia è continuata per altri 2 mesi in forma scritta e ufficialmente approvata dalla Procter and Gamble Production nel Twitter di Mindy Lewis, una delle protagoniste.

## Ambientazione
Dal 1937 al 1946 la location della soap opera è stata Five Points, immaginario sobborgo di Chicago, dal 1946 al 1966 invece le vicende si sono spostate a Selby Flats, immaginaria cittadina della California; infine a partire dal 1966 fino alla fine della serie la location è stata Springfield, fittizia cittadina dell'Illinois (Springfield infatti è il nome di molte città degli Stati Uniti d'America e vi sono numerose serie TV statunitensi ambientate in città immaginarie così chiamate, ad esempio il cartone animato I Simpson). Il primo cambio delle location è stato dovuto alla morte del Reverendo Ruthledge e la consegna della sua lampada (la luce guida che dà il nome alla serie) al Reverendo Matthews che viveva in California; il secondo invece al trasferimento della famiglia Bauer per motivi lavorativi; la "luce guida", da tale momento, sarà quella del faro del porto di Springfield, che si trova proprio dietro l'abitazione dei Bauer.

## Estrema sintesi della trama
Sentieri nasce in radio nel gennaio del 1937, sulle frequenze della NBC e narra le vicende del Reverendo John Ruthledge, una vera e propria guida morale e spirituale per gli inquieti abitanti di Five Points, sobborgo di Chicago. Il Reverendo tiene una lampada sempre accesa alla finestra del suo studio (da qui il titolo originale, che tradotto in italiano significa "La Luce che Guida"), come segnale di presenza per chiunque abbia bisogno di aiuto o di un consiglio. Il Reverendo ha una figlia di nome Mary, che s'innamora, ricambiata, di Ned, un giovane a cui il Reverendo ha fatto da padre.
Nel 1939, il personaggio di Rose Kransky, amica di Mary, ha il primo figlio illegittimo nella storia dei radiodrammi.
Negli anni quaranta vengono trattati argomenti inusuali per le soap-opera: delinquenza giovanile, crisi esistenziali di reduci di guerra, mortalità infantile, aborti, leucemie dovute agli effetti del nucleare. Le vite di numerosi personaggi continuano ad intrecciarsi; nel 1946 il Reverendo Ruthledge muore, dopo aver preso parte come cappellano militare alla seconda guerra mondiale, ed il genero Ned consegna la famosa lampada (ovvero La Luce che Guida) al Reverendo Charles Matthews, che vive a Selby Flats, in California, e anche lui, come Ruthledge, ha numerosi parrocchiani da guidare e aiutare. Tra di essi vi sono i componenti della celebre famiglia Bauer, composta dal patriarca Friedrick (chiamato "Papà" Bauer) e dai tre figli Bill, Meta e Trudy, ma anche Ray Brandon, un ex-detenuto in cerca di vendetta nei confronti di chi lo ha incastrato.
Negli anni cinquanta, Bill Bauer ha dei problemi coniugali con la moglie Bertha Miller, detta Bert, donna materialista e fredda che causa problemi al marito per via del suo stile di vita assai stravagante e costoso (molto di più di quanto lo stipendio di Bill possa permettersi) e per l'educazione impartita ai loro due figli Ed e Mike; inoltre il carattere duro di Bert porterà la donna più volte a scontrarsi con il marito e con gli altri membri della famiglia Bauer, in particolare con le due cognate Meta e Trudy, ed in seguito anche con i due figli, colpevoli di intromettersi nel suo rapporto con Bill; i contrasti che Bert ha con il marito, le cognate ed i figli saranno di volta in volta placati grazie a "Papà" Bauer, patriarca della famiglia; solo a partire dagli anni settanta il carattere di Bert si addolcirà parecchio facendo in modo che la donna diventi, anche a seguito della morte del personaggio di "Papà" Bauer avvenuta nel 1972 a causa della morte dell'attore che lo impersonava (Theo Goetz), la nuova matriarca dei Bauer e di tutti gli altri personaggi della soap; negli anni cinquanta Bill ha anche e soprattutto dei problemi lavorativi, a causa del suo alcolismo che lo porterà anche a tradire più volte la moglie. Nello stesso decennio la sorella di Bill, Meta Bauer, viene invece processata per l'omicidio dell'ex-marito Ted White (responsabile della morte del loro figlioletto Chuckie), e assolta per volere di un vero plebiscito popolare.
Meta Bauer si ritrova in seguito nel ruolo scomodo di matrigna di Kathy Roberts, e in quello tragico di vedova, dopo la morte di Joe Roberts, il suo amato secondo marito.
Negli anni sessanta i due figli di Bill e Bert, Ed Bauer e Mike Bauer, sono ormai adulti, il primo medico ed il secondo avvocato, ed il perno della narrazione si sposta su di loro. La famiglia Bauer, arrivata in America dalla Germania per sfuggire alla dittatura nazista e con la speranza di realizzare il "sogno americano", è ormai pienamente integrata nella comunità.
Nel 1966, la famiglia si sposta dalla California a Springfield, Illinois, dove Ed lavora come medico presso il locale nosocomio, l'ospedale dei Cedri, che diventerà una delle ambientazioni principali di Sentieri fino alle ultime puntate. Mentre la madre Bert lotta contro un tumore dell'utero, il padre Bill viene dato per morto in un incidente aereo; in realtà Bill è sopravvissuto e tornerà a Springfield molti anni dopo. Si scoprirà che nel frattempo si è sposato con un'altra donna, Simone Kincaid, e da lei ha avuto un'altra figlia, Hillary. Nel frattempo, Ed e Mike vivono complicate storie d'amore: da una relazione che Mike ha con Julie Conrad (sposata con un altro uomo) nasce Hope Bauer, fatto che troverà la disapprovazione di Bert; Ed e Mike arrivano anche a contendersi la stessa donna, Leslie Jackson, ma le vite dei due fratelli sono ricche soprattutto di intrighi, loschi affari e risvolti professionali. Le corsie dell'ospedale di Springfield sono animate da vari personaggi tra cui l'infermiera Peggy Scott, la dottoressa Sara McIntyre, psichiatra de I Cedri, che proprio per via del suo lavoro dovrà fare i conti, nel corso degli anni, con vari psicopatici tra cui il suo stesso marito Lee Gantry che tenterà addirittura di ucciderla, e la dottoressa Margaret Sedwick, ginecologa; tutti i medici, compresi gli amministratori dell'ospedale dei Cedri, sono più o meno legati con la famiglia Bauer.
Negli anni sessanta, Sentieri è la prima serie televisiva ad introdurre nel cast personaggi e attori afro-americani: tra gli amici dei Bauer ci sono infatti anche i coniugi Frazier, ovvero il dottor Jim Frazier e la moglie Martha, interpretati dai celebri attori di colore James Earl Jones e Ruby Dee.
Negli anni settanta, le vite di Ed e Mike s'intrecciano con quelle di due donne affascinanti, Holly Norris e Rita Stapleton, ma soprattutto con quelle di due personaggi super-cattivi: i mitici Roger Thorpe e Alan Spaulding. Mentre Roger è un uomo inquieto, ossessionato dalla moglie Holly, tanto da arrivare a violentarla per gelosia (all'epoca la violenza coniugale negli Stati Uniti d'America non era considerata un reato), Alan Spaulding è un ricco magnate dirigente d'azienda che s'innamora di Hope Bauer (da questa relazione nascerà Alan-Michael Spaulding) ed è legato alla sorella Alexandra Spaulding da un rapporto di affetto e rivalità. Intorno alla famiglia Spaulding si muove un mondo fatto di denaro, scandali, segreti, figli illegittimi e paternità nascoste, tra cui quella del giovane Phillip Spaulding il quale, benché sia stato cresciuto da Alan come figlio, non ha in realtà con lui legami di sangue. Il ragazzo è figlio di Justin Marler (fratello di Ross) e di Jackie Scott. Phillip trova il suo migliore amico in Rick Bauer, il figlio di Ed e Leslie, ma i due amici si troveranno più volte l'uno contro l'altro a causa dell'amore per le loro compagne di liceo, Beth Raines (che subirà uno stupro da parte del patrigno Bradley) e Mindy Lewis. I quattro ragazzi, chiamati "I quattro moschettieri" saranno coinvolti in tantissime storie, tra cui alcune con ambientazione natalizia insieme ad un misterioso Santa Claus che apparirà sempre nei momenti del bisogno.
A cavallo tra gli anni settanta e ottanta si svolge la storia d'amore tra Morgan Richards e il dottor Kelly Nelson, figlioccio di Ed, e la giovane Amanda, figliastra della folle Lucille Wexler, scoprirà di essere figlia di Alan Spaulding.
Negli anni ottanta, il cambio generazionale è ormai completo: la matriarca Bert Bauer muore insieme all'attrice che l'ha interpretata per ben 34 anni (Charita Bauer), e le nuove famiglie Reardon e Chamberlain si uniscono ai Bauer e agli Spaulding. La saggia Maureen Reardon sposa Ed Bauer diventando, dopo la morte di Bert, il nuovo angelo del focolare della famiglia Bauer, mentre sua sorella, Nola Reardon, dopo una serie di rapimenti e di avventure in luoghi esotici, troverà l'amore della sua vita nel brillante archeologo Quinton Chamberlain, fratello dell'egocentrica e viziata Vanessa Chamberlain. L'attrice Jane Elliot stupisce il pubblico con la sua interpretazione del personaggio di Carrie Todd, moglie dell'avvocato Ross Marler, la quale soffre di Disturbo Dissociativo dell'Identità, patologia che la porterà a uccidere Diane Ballard, ex segretaria di Alan e ricattatrice di molti personaggi della soap. Importante ricordare che in questi anni anche la tossicodipendenza è un tema ricorrente a Sentieri. Esce di scena in modo tragico anche Jackie Marler in un presunto incidente aereo.
Nel 1984, entra in scena il simpatico giornalista Fletcher Reade, mentre un pericoloso virus mortale chiamato "La morte delirante" minaccia Springfield. Nonostante alla fine l'antidoto venga trovato dal dottor Jim Reardon, il virus uccide la bella infermiera Lesley Ann Monroe, amica di Hillary e moglie del cinico amministratore dei Cedri, Warren Andrews.
Nello stesso anno, un inquietante cottage di proprietà di Tony Reardon e della moglie Annabelle diventa lo scenario di un mistero: una agente immobiliare di nome Susan Piper, ossessionata da una bambola nascosta nel cottage, semina il panico causando la morte di Hillary Bauer e di altri personaggi, morendo poi lei stessa, inghiottita dalle sabbie mobili alle Barbados. Alle Barbados verrà alla luce il mistero dei documenti celati nella bambola e si scopriranno numerosi segreti legati alla famiglia Spaulding e al patriarca Brandon.
A partire dal 1985, la famiglia Bauer perde molta importanza all'interno della trama, anche a seguito dell'uscita di scena di molti componenti della famiglia: dopo la morte di Bert e Hillary (anche il personaggio di Bill Bauer era morto nel 1983 ucciso dal folle Eli Sims), se ne vanno da Springfield anche Mike e Hope Bauer (dopo il divorzio di questa da Alan Spaulding). A Springfield rimane soltanto Ed con il figlio Rick e la moglie Maureen (ai quali si aggiunge Michelle, la figlia che Ed ha da una relazione con Claire Ramsey e che viene adottata da Ed e Maureen); Claire, dopo una travagliata storia con Fletcher, lascia Springfield per ritornare negli anni 2000 ma il suo personaggio riceverà un'accoglienza tiepida sia dalla figlia biologica Michelle (ormai donna), sia dai telespettatori, e la sua permanenza durerà quindi solo pochi mesi.
Sempre negli anni ottanta, un altro giallo coinvolge la famiglia Bauer: il misterioso omicidio dell'infermiera Charlotte Wheaton, che odia e ricatta Ed Bauer a causa del suo alcolismo. Il giallo si risolve grazie al fiuto investigativo di Fletcher Reade che lo porta a scavare nella vita della ragazza uccisa e a trovare il colpevole proprio nella famiglia della ragazza.
Entra in scena la bella e perfida figliastra di Alexandra Spaulding, la baronessa India von Halkein, che porta non pochi guai invaghendosi di Phillip, mentre la stessa Alexandra ritrova un figlio dato in adozione alla nascita, il ribelle di strada Lujack, che diventa protagonista insieme a Beth Raines di una delle più belle storie d'amore della soap. La loro storia purtroppo ha un tragico epilogo con la morte del ragazzo in un'esplosione.
Sulla scia della serie Dallas, anche Sentieri introduce una famiglia di petrolieri: i Lewis, ricchi quanto gli Spaulding, ma più umani e altruisti. Con l'arrivo a Springfield di Reva Shayne, figlia di Sarah, governante di casa Lewis, la soap riceve una scossa decisiva: Reva è innamorata sin da bambina di Joshua Lewis, detto Josh o "Bud", ma prima di coronare il loro sogno d'amore, i due devono lottare contro un destino avverso che li separa, e Reva si ritrova sposata a tutti gli altri membri della famiglia Lewis, inclusi HB, l'anziano padre di Josh, e Billy Lewis, il fratello di Josh, che poi si lega a Vanessa e Kyle Sampson, fratellastro del solo Billy.
Nel 1985 i telespettatori assistono al sontuoso matrimonio di Kurt Corday e Mindy Lewis, che purtroppo si conclude poco tempo dopo, a causa della morte del ragazzo in un'esplosione di una piattaforma petrolifera.
Reva e Josh rinsaldano il loro legame ma continuano a vivere moltissime disavventure tra cui la doppia personalità di una ex moglie di Josh, Sonny Carrera, il rapimento della loro figlia Marah e l'omicidio della cognata di Reva, Rose McLaren (moglie di Rusty) entrambi opera di uno psicopatico (Will Jeffries) legato proprio a Sonny.
Reva e Josh si sposano a Cross Creek nel 1989, ma l'anno successivo, Reva, vittima di una depressione post-partum, finisce in mare con la sua auto e viene data per morta. Tornerà solo nel 1995 e vivrà tutta una serie di peripezie, tra cui un'amnesia, una permanenza presso una comunità Amish e perfino una clonazione, prima di ricongiungersi con Josh (che nel frattempo vivrà storie appassionate con Harley Cooper e poi Annie Dutton). Esce poi di scena la bella Roxie Shayne (sorella di Reva) per un forte esaurimento nervoso dovuto alla malattia di Johnny Bauer. Arriva l'eccentrica Nadine Cooper e prende spazio nelle vicende Blake Christina Thorpe, figlia di Roger e Holly. Si assiste anche alle tragicomiche vicende di Samantha Marler, timida nipote di Ross, innamorata di Dylan Lewis.
Alla fine degli anni ottanta assistiamo alla tragica uscita di scena di Maeve Stoddard attuale sposa di Fletcher, ma tanti altri personaggi movimentano la vita della cittadina di Springfield, tra cui la cantante Chelsea Reardon, sorella di Maureen e Nola che per parecchi mesi viene perseguitata da una stalker che si scopre essere proprio la sua più cara amica Rae Rooney, la quale uccide però Dana Jones; Frank e Harley Cooper, fratello e sorella con una passione comune per le indagini poliziesche i quali vedono ricomparire dopo tanti anni il padre Buzz Cooper, disertore nella Guerra del Vietnam, che aveva abbandonato la moglie e i figli quando erano piccoli.
L'inizio degli anni novanta è il periodo che segna il coronamento dell'amore tra Frank Cooper e la giovane greca Eleni Andros, la fine del triangolo Mindy-Roger-Alexandra, l'arrivo di una famosa ladra di gioielli Jenna Bradshaw e di Bridget Reardon, nipote ribelle dei Bauer, dalla fine dell'amore di Ross per Holly a causa della figlia di lei, Blake e soprattutto dell'uscita di scena di Maureen Bauer nel 1993, che muore tragicamente dopo avere scoperto un tradimento di Ed con la sua migliore amica Lillian Raines, scampata al cancro al seno. Entrano in scena Nick McHenry, figlio di Alexandra e gemello del defunto Lujack, che si troverà in mezzo a una storia d'amore tra Mindy ed Eve, l'affascinante detective AC Mallet che convolerà a nozze con Harley Cooper e sua sorella Julie Camaletti che diverrà amica ma poi rivale di Bridget Reardon, nel frattempo compare anche la famiglia afroamericana dell'ambiziosa Gilly Grant innamorata di Hampt Speakes.
Sulle performance di Frank Beaty, che interpreta lo psicopatico Brent Lawrence e il suo alter ego femminile Marian Crane, e su quella magistrale di Cynthia Watros nei panni della prima dolce e poi ambigua infermiera Annie Dutton, che arriva a impazzire definitivamente per tenere separati Josh e Reva, Sentieri si avvia alla seconda metà degli anni novanta, non prima di aver parlato di AIDS (attraverso una storia in cui prendono parte attori realmente sieropositivi come l'interprete di Susan Bates) nel 1995, di eutanasia con la morte della dottoressa Eve Guthrie, nuova moglie di Ed Bauer, e dopo aver raccontato di Meg, figlia di Holly, affetta dalla sindrome di Down, di sordità con una vera attrice non udente che interpreta la giovane amish Abigail Blume, di una donna incinta di due padri (Blake Thorpe Marler) e del ritorno momentaneo dell'eccentrica Nola Reardon.
Il XX secolo di Sentieri si conclude con la morte in un incidente della bella Jenna Bradshaw, attuale moglie di Buzz; Hart Jessup che salva Cassie (sorella ritrovata di Reva Shayne) dalla follia omicida dell'instabile Dinah Marler; l'arrivo di Jesse Blue, ragazzo che ha avuto il cuore di Maureen anni prima; la momentanea pazzia di Holly Reade, il ritorno temporaneo della folle Annie Dutton dopo una plastica facciale (interpretata da una seconda attrice) e le lotte politiche di San Cristobel, una misteriosa isola tropicale in cui due fratelli (i principi Richard e Edmund Winslow) si fanno la guerra; l'arrivo dell'ambigua Olivia Spencer; i problemi di doppia personalità di Beth Raines dopo un incidente, e una faida mafiosa che vede redimere il giovane boss Danny Santos per amore della bella e dolce Michelle Bauer, perseguitata dalla madre del ragazzo, la diabolica Carmen Santos.
Dal 2000 in poi, Sentieri si è concentrato sulla coppia formata da Harley Cooper e dal poliziotto Gus Aitoro, figlio segreto di Alan Spaulding. Nasce la triade di amiche Harley-Blake-Cassie e si separano Eleni e Frank. Arriva anche la famiglia afroamericana di Mel Boudreaux (che sposerà Rick Bauer dopo il suo divorzio da Abigail) e farà capolino la vera madre naturale di Michelle, Claire Ramsey.
Nel 2002, dopo aver risposato l'amato Josh, che ha appena divorziato da Olivia (che intreccia una storia col giovane Bill Lewis) Reva è protagonista di un nuovo controverso caso di eutanasia, in quanto la donna stacca le macchine che tengono in vita il cognato Richard, su richiesta di quest'ultimo. Il cuore di Richard viene donato a Rick Bauer, colpito da una terribile malattia cardiaca e dopo l'arresto di Tory Granger la pazza stalker invaghita di Ross che perseguitava Blake Marler, si conclude con la fine del triangolo Marah-Tony-Catalina, dovuto all'omicidio di Catalina per ordine di Maria Santos e di cui Tony sarà accusato ingiustamente. Muore anche la zia Meta Bauer.
Nel 2003 il misterioso omicidio di una ragazza di nome Maryanne Carruthers, risalente a 30 anni prima, coinvolge tutte le famiglie principali di Sentieri, mentre un serial killer, che alla fine si rivela essere Ben Reade, terrorizza la città di Springfield. Tutto si concluderà con la morte di Ben tra le braccia della sua amata Marina.
Nel 2004 Reva deve vedersela con Jonathan Randall, il figlio ribelle che lei fu costretta a dare in adozione alla nascita. Jonathan si redime per amore di Tammy Winslow, tecnicamente sua mezza-cugina, in quanto figlia di Cassie Layne, sorellastra di Reva nonostante le continue interferenze della viziata Lizzie.
Tra le schermaglie amorose di A.C. Mallet e Dinah Marler, il ritorno breve sotto forma di visioni ai figli delle compiante Nadine, Maureen e Jenna, la comparsa di Ava Peralta (una figlia di Olivia data in adozione appena nata), uno strano tentato avvelenamento ai danni di Blake, il presunto omicidio di Phillip, la tragica morte di Ross Marler, le continue lotte per il potere alle Industrie Spaulding, un curioso crossover con la Marvel Comics, un pericoloso carcinoma al seno che rischia di uccidere Reva, Sentieri giunge alle sue stagioni finali.
Gli ultimi due anni di Sentieri sono movimentati dal ritorno di Daisy (figlia di Harley) e di Phillip creduto morto, dai problemi di obesità della figlia di Doris, Ashley, dai nuovi giovani della soap (Leah Bauer, Remy Boudreaux, James Spaulding) da una love story omosessuale tra i personaggi di Olivia Spencer e Natalia Rivera, dalla tragica morte di Tammy che pone fine a una delle love story più romantiche della soap (con Jonathan) e da quelle di Coop, figlio di Buzz e Jenna, e di Gus, che dona il cuore a Olivia, nonché dal ritorno da una missione di pace del secondogenito di Reva e Josh.
Durante l'ultima settimana di Sentieri, Alan Spaulding muore a causa di un malore improvviso, dopo aver donato il midollo a Phillip, salvandogli la vita. Billy Lewis risposa Vanessa Chamberlain, mentre Lillian Raines corona il suo sogno d'amore sposando Buzz Cooper.
Holly, tornata a Springfield, è ormai la compagna di Ed Bauer, mentre Alexandra Spaulding lascia la città per un viaggio con il vecchio amico Fletcher Reade e Frank Cooper corona il sogno di amore con Blake Marler. Si legano anche definitivamente Mel e Cyrus, Marina e Shayne e Lizzie e Bill.
Tre coppie si ricompongono: i quattro moschettieri Phillip e Beth, e Rick e Mindy, e gli inossidabili Reva e Josh, che nell'ultima scena si baciano davanti al faro di Springfield e si avviano verso il tramonto, decisi a rimanere insieme per sempre.

## Nel mondo reale
Nel corso dei suoi 72 anni di vita, la soap non ha mai dimenticato le sue origini, includendo molti riferimenti (anche durante la sigla americana) al celebre "mantra" del protagonista iniziale, il reverendo Ruthledge: "C'è un destino che ci rende fratelli, nessuno di noi viaggia da solo: tutto quello che portiamo nella vita degli altri ritorna nella nostra".
Nel 2007, in occasione del suo 70º anniversario di vita e in nome dello spirito di fratellanza trasmesso fin dagli inizi, la soap ha creato una puntata speciale in cui ha raccontato la sua storia radiofonica, e si è dedicata a numerose iniziative di solidarietà, dando il via alla campagna "Find Your Light" (Trova la tua luce), con l'intero cast impegnato nella ricostruzione delle case distrutte dall'Uragano Katrina.

## Cast
Nel corso dei lunghi anni di presenza nella programmazione radiofonica e televisiva, alla soap hanno preso parte un numero elevatissimo di attrici e attori.
I nomi più ricordati per la loro presenza duratura nel cast sono James Earl Jones, Ruby Dee, Mira Sorvino, Hayden Panettiere, Sendhil Ramamurthy, Thomas Gibson, Michelle Forbes, JoBeth Williams, John Wesley Shipp, Allison Janney, Richard Burgi, Paige Turco, Bethany Joy Lenz, Brittany Snow, Taye Diggs, Rebecca Mader, Cicely Tyson, Billy Dee Williams, James Lipton, Amanda Seyfried, Joe Lando, Keir Dullea, Blythe Danner, Sorrell Booke, Sandy Dennis, Jan Sterling, Joan Bennett, Jimmy Smits, Chris Sarandon, Doug Hutchison, Ian Ziering, Ving Rhames, Frances Fisher, Lainie Kazan, Matthew Morrison, Lea Michele, Mercedes McCambridge, Paul Wesley, Matthew Bomer, Nia Long, Angela Bassett.
Una delle partecipazioni più longeve fu quella dell'attrice Charita Bauer, che per 34 anni, dal 1950 al 1984, vi ha recitato interpretando il ruolo della matriarca Bert Bauer.
Per 26 anni vi hanno invece lavorato gli attori Jerry Ver Dorn nel ruolo dell'avvocato Ross Marler e Tina Sloan nel ruolo dell'infermiera Lillian Raines.
Per quanto concerne invece le guest star, si ricordano Christopher Walken, Joan Collins, Kevin Bacon, Calista Flockhart, Sherry Stringfield, Frank Grillo, Peter Gallagher e Victor Garber.

## Riconoscimenti
Così come gli anni di programmazione, numerosi sono gli estimatori della soap e gli Emmy Awards conseguiti: 3 come miglior soap opera, 6 come miglior sceneggiatura (più di ogni altra serie), 28 ai suoi attori, e decine in tutte le altre importanti categorie.
Negli Stati Uniti d'America Sentieri è stata la soap opera più seguita nelle stagioni 1956-1957 e 1957-1958; fu poi superata, nella stagione 1958-1959 dalla soap sorella Così gira il mondo (sempre creata da Irna Phillips) e da Aspettando il domani (anch'esse trasmesse entrambe dalla CBS), ma rimase per molto tempo al secondo posto degli ascolti del daytime televisivo statunitense.

## Edizione italiana
In Italia Sentieri ha debuttato su Canale 5 il 25 gennaio del 1982 (con le puntate della stagione 1978-1979) alle ore 13:30 ed è stata spostata successivamente alle 14:30 per poi passare a Rete 4, nel settembre del 1988.
Dal 1986 fino al marzo del 2012 è caratterizzata da una sigla dove vi è una carrellata dei principali personaggi, accompagnata dalla seconda strofa e dal ritornello della canzone di Billy Joel This is the time, sigla italiana della soap dal 1986. A chiudere quest'elenco dei personaggi, nelle versioni più recenti, è Kim Zimmer, interprete di Reva Shayne.
In occasione delle 10 000 puntate, Rete 4 ha trasmesso uno speciale della soap in prima serata: 10 000 Sentieri d'Amore condotto da Alessandro Cecchi Paone, Patrizia Rossetti, Franca Valeri e Lorella Cuccarini, che ha inciso una cover di This is the time.
Nel gennaio del 1992, in occasione del quarantesimo anniversario televisivo, Marta Flavi e Fabio Testi hanno presentato in prima serata L'Amore comincia a 40 anni... di Sentieri, con ospiti Robert Newman e Kimberly Simms.
Nel 1993 e nel 1994, visto il successo in termini di ascolti, Sentieri è andato in onda anche in prima serata per alcune settimane. Dal 1992 al 1994, la soap è andata in onda divisa in due parti (la prima parte alle 13:00 e la seconda alle 14:00, con in mezzo l'edizione giorno del Tg4. In seguito è stata collocata per un'ora alle 14:00 e successivamente alle 14:30, con una puntata riassuntiva la domenica alle 12:30.
Gli orari extra e la programmazione regolare avevano permesso di ridurre il ritardo che la programmazione italiana si portava fin dal 1982 rispetto a quella statunitense, che passò quindi da circa tre anni di differenza portati fino al 1991, a circa due anni negli ultimi mesi del 1992, poco più di un anno alla fine del 1994, fino ad arrivare ad un ritardo di circa sei mesi tra il 1997 e i primi anni 2000. La successiva irregolarità della messa in onda negli ultimi anni aveva di nuovo allungato il dislivello temporale della programmazione.
Nel gennaio del 1997, Patrizia Rossetti ha presentato Buon Compleanno Sentieri, per festeggiare i 60 anni della soap, con ospiti tutti i doppiatori italiani della soap insieme a Giorgio Bellocci, autore del libro Sentieri: come nasce una leggenda televisiva.
Dal 1998, Sentieri va in onda alle ore 15:00, e dopo una breve collocazione (nell'estate del 2001) nella fascia preserale alle 19:45 la soap è stata spostata definitivamente alle ore 16:00 nel settembre del 2002. Nel maggio 2008 viene testata per poche settimane al mattino alle 10:30, per poi tornare nella sua collocazione del pomeriggio.
Negli anni ottanta, Sentieri raccoglieva all'ora di pranzo quasi 4 milioni di telespettatori; negli anni novanta appassionava un pubblico di oltre 2 milioni di persone, con uno share del 15-19%. Negli anni duemiladieci, la soap era ancora seguita da 700 000 telespettatori con uno share medio del 7%.
Nonostante ciò, il 7 marzo 2012 Mediaset ha deciso di concludere la programmazione della soap opera a causa degli elevati costi per l'acquisto delle puntate: la programmazione italiana di Sentieri si è dunque conclusa dopo trent'anni, a meno di 700 puntate dalla fine naturale della serie. In seguito le restanti puntate furono pubblicate sotto forma di romanzo a puntate sul rotocalco Dipiù.
Sentieri è stata sostituita nel palinsesto di Rete 4 dalla soap opera tedesca My Life ed in seguito da film in replica. La decisione dell'azienda di interrompere la programmazione della soap, nonostante mancassero ormai solo due stagioni alla conclusione, scatenò non poche polemiche su alcune testate giornalistiche e sui siti web tematici specializzati.
L'edizione italiana è stata curata da Ludovica Bonanome per Mediaset (dal 2008).

## Stagioni
In America la soap conta 72 stagioni, mentre in Italia 31. Le ultime stagioni, andate in onda in America nel 2008 e nel 2009, non sono mai state trasmesse in Italia.
| Stagione                  | Puntate | Prima TV USA | Prima TV Italia |
| ------------------------- | ------- | ------------ | --------------- |
| Prima stagione            | 310     | 1978-1979    | 1982            |
| Seconda stagione          | 297     | 1979-1980    | 1983            |
| Terza stagione            | 300     | 1980-1981    | 1984            |
| Quarta stagione           | 300     | 1981-1982    | 1985            |
| Quinta stagione           | 286     | 1982-1983    | 1986            |
| Sesta stagione            | 286     | 1983-1984    | 1986-1987       |
| Settima stagione          | 286     | 1984-1985    | 1987-1988       |
| Ottava stagione           | 286     | 1985-1986    | 1988-1989       |
| Nona stagione             | 287     | 1986-1987    | 1989-1990       |
| Decima stagione           | 286     | 1987-1988    | 1990-1991       |
| Undicesima stagione       | 286     | 1988-1989    | 1991            |
| Dodicesima stagione       | 379     | 1989-1990    | 1992            |
| Tredicesima stagione      | 312     | 1990-1991    | 1992-1993       |
| Quattordicesima stagione  | 286     | 1991-1992    | 1993            |
| Quindicesima stagione     | 286     | 1992-1993    | 1994            |
| Sedicesima stagione       | 286     | 1993-1994    | 1994-1995       |
| Diciassettesima stagione  | 286     | 1994-1995    | 1995-1996       |
| Diciottesima stagione     | 286     | 1995-1996    | 1996-1997       |
| Diciannovesima stagione   | 286     | 1996-1997    | 1997            |
| Ventesima stagione        | 286     | 1997-1998    | 1998            |
| Ventunesima stagione      | 289     | 1998-1999    | 1999            |
| Ventiduesima stagione     | 290     | 1999-2000    | 2000            |
| Ventitreesima stagione    | 290     | 2000-2001    | 2001            |
| Ventiquattresima stagione | 297     | 2001-2002    | 2002-2003       |
| Venticinquesima stagione  | 290     | 2002-2003    | 2003-2004       |
| Ventiseiesima stagione    | 290     | 2003-2004    | 2005            |
| Ventisettesima stagione   | 290     | 2004-2005    | 2006-2007       |
| Ventottesima stagione     | 290     | 2005-2006    | 2008-2009       |
| Ventinovesima stagione    | 290     | 2006-2007    | 2010-2012       |
| Trentesima stagione       | 290     | 2007-2008    | inedita         |
| Trentunesima stagione     | 292     | 2008-2009    | inedita         |

## Sigla TV
In Italia, la prima sigla della serie era il brano Sentieri, da cui la versione italiana prende nome, interpretato da Tony De Rosas. Dal 1984 come sigla venne utilizzato il brano Amarsi, brano scritto e interpretato da Nico Tirone, noto anche come Nico dei Gabbiani. Dal 1986 al 2012 la sigla, creata da Visconti-Caimi, era costituita da una carrellata di alcuni personaggi principali, accompagnata da un estratto del brano "This Is the Time" di Billy Joel.

## Distribuzione internazionale
In Italia la soap opera è andata in onda per oltre trent'anni, dal 25 gennaio 1982 al 7 marzo 2012 sulle reti Mediaset (è stata la prima soap statunitense ad essere trasmessa in Italia); in particolare è stata trasmessa da Canale 5 dal 1982 al 1988 e da Rete 4 dal 1988 al 2012. Le puntate andate in onda in Italia corrispondono a quelle trasmesse negli Stati Uniti d'America dal 1978 al 2007. La programmazione italiana di Sentieri si è conclusa a circa 700 puntate dalla fine del serial.
Oltre che in Italia, la soap andò in onda anche in vari altri Paesi con diversi titoli, tra i quali si annoverano:
- Guiding Light (titolo originale americano, usato nella maggior parte dei Paesi, per esempio Gran Bretagna)
- Haine et passions ("Odio e passioni", Francia, dal 1987 su TF1)
- Les Vertiges de la passion (Francia, dal 2004 su France 3)
- The Springfield Story (Germania, su RTL)
- Zvijezda vodilja ("The Guiding Star", Croazia, dal 1992 su HRT 1)